# Мироцьке
Миро́цьке — село в Україні, у Бучанському районі Київської області. Є частиною Бучанської громади. Населення становило близько 1500 осіб станом на 2025 рік. У селі знаходиться каскад озер. До найближчої залізничної станції Немішаєве 3 км.

## Історія

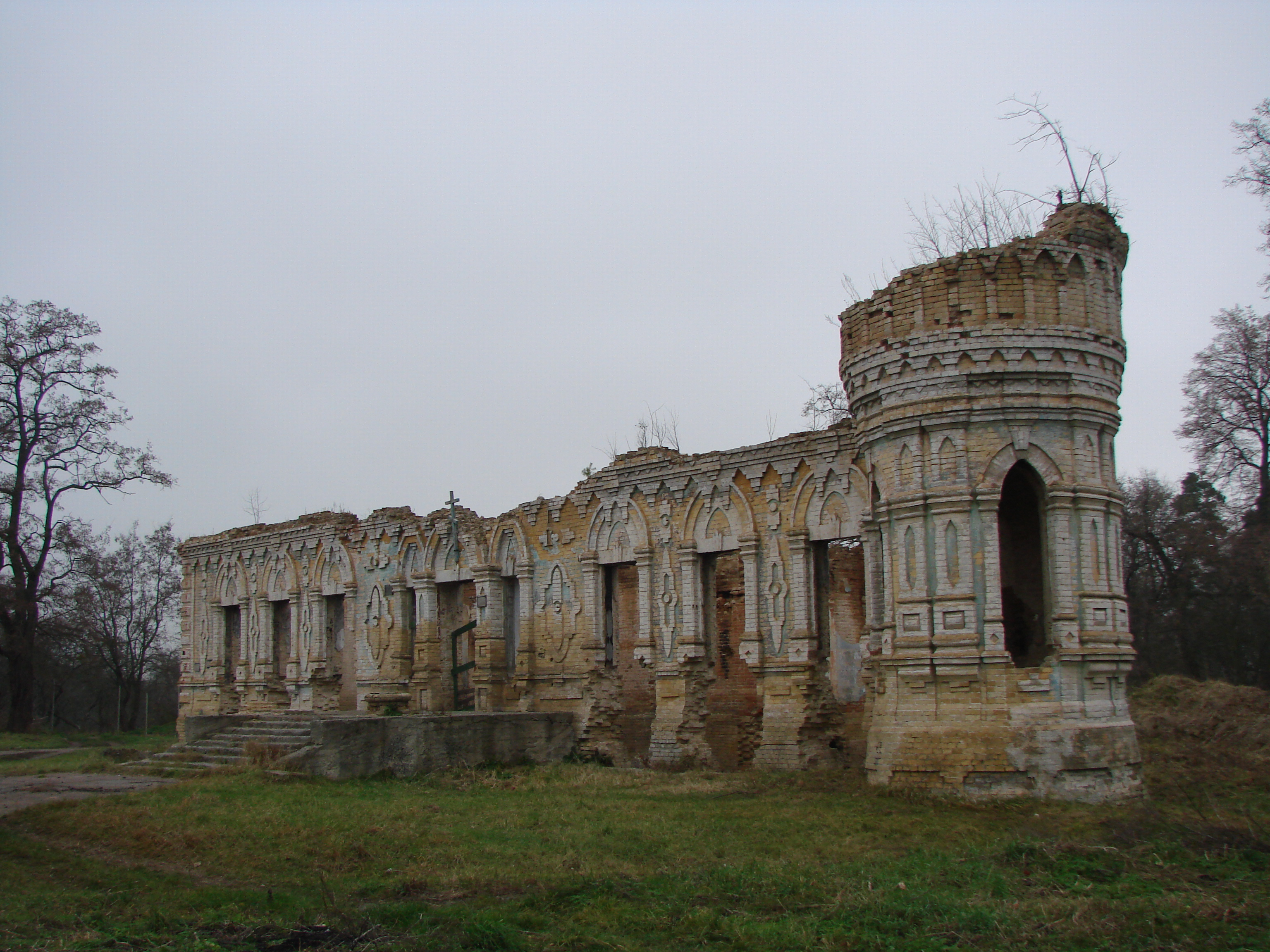
Палац Остен-Сакенів, Немішаєве-Мироцьке

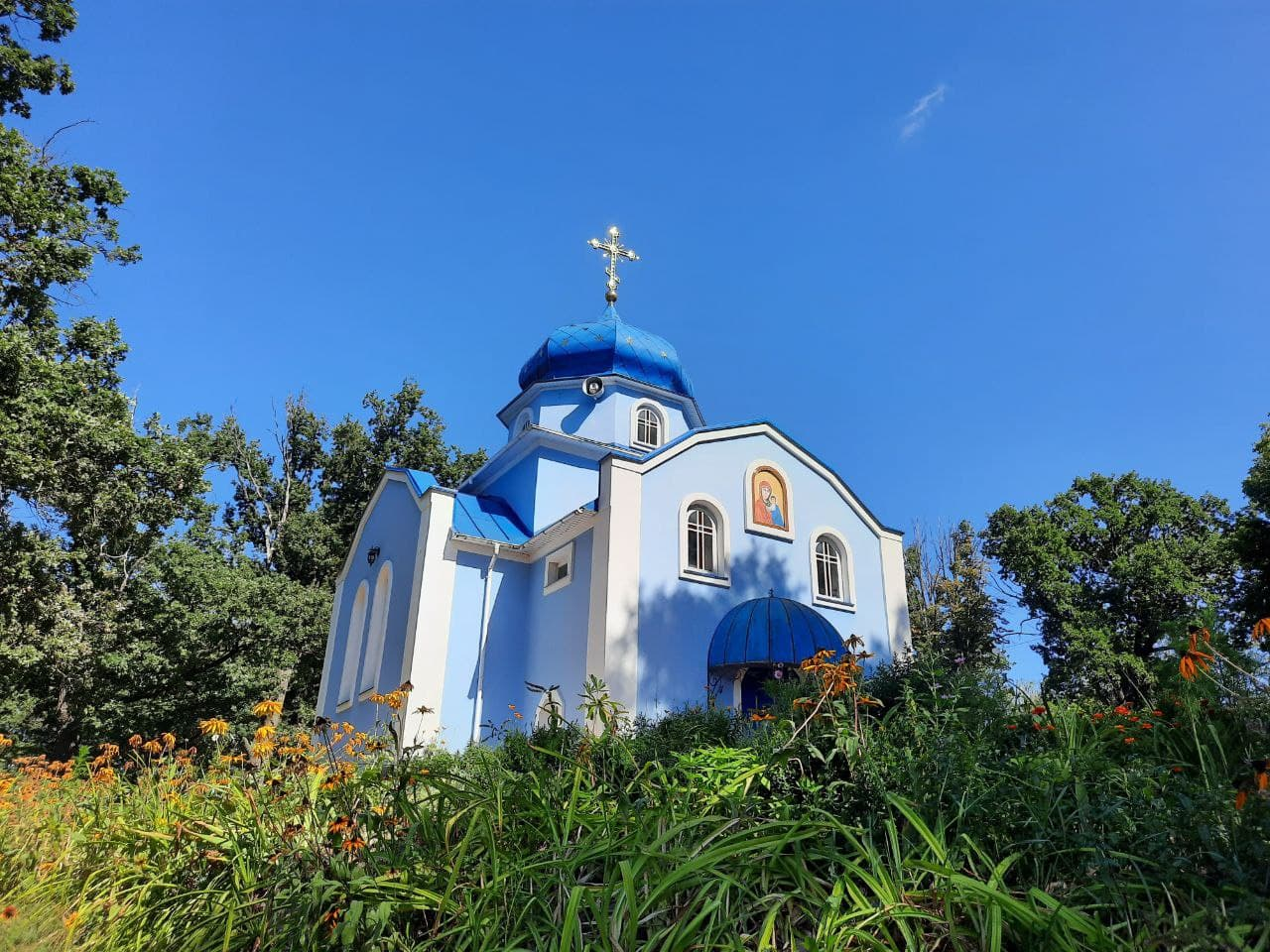
Місцевий храм Казанської ікони Божої Матері (УПЦ московського патріархату — РПЦ)

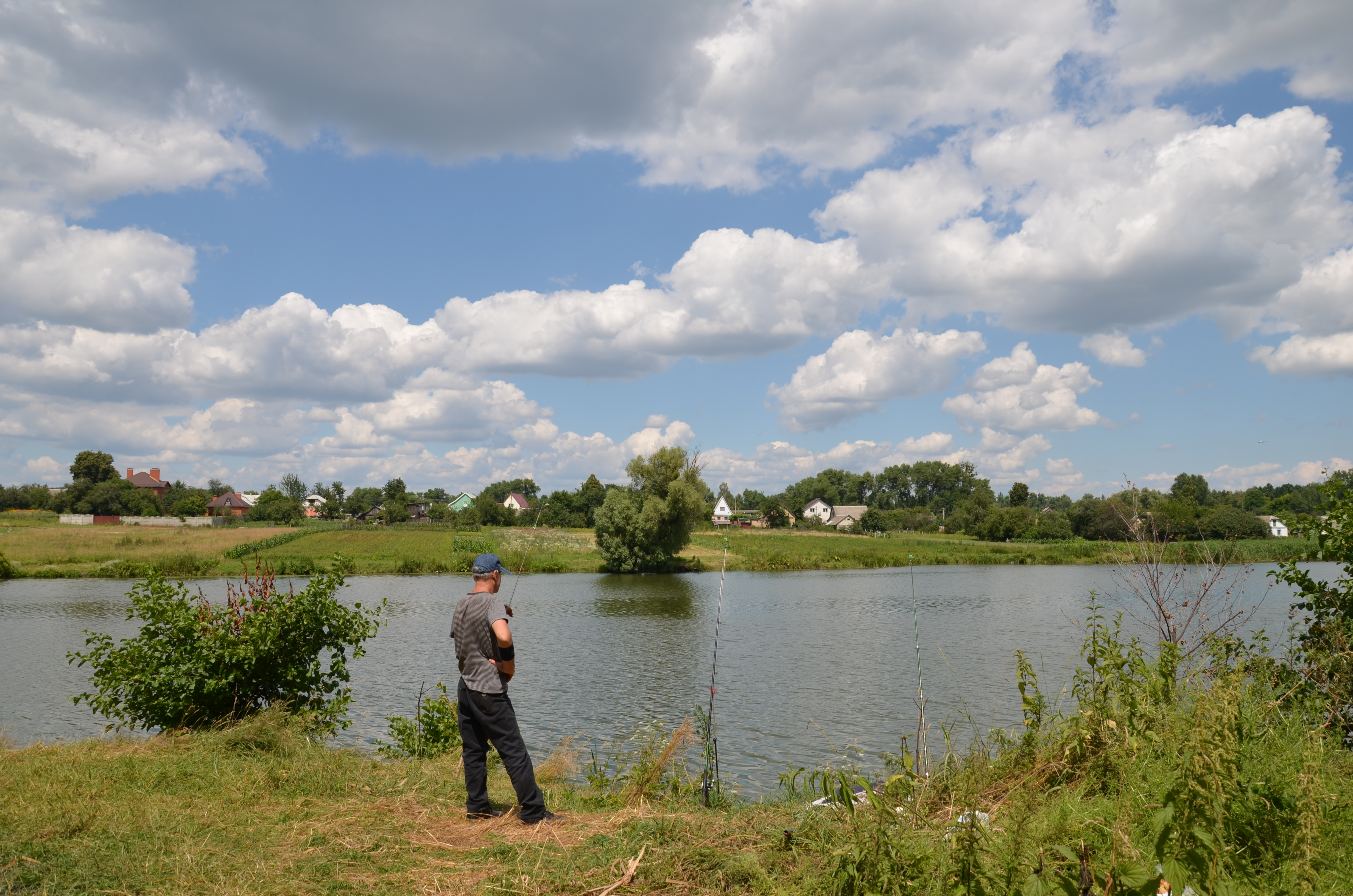
Став на річці Орлянка в Мироцькому

Згадується вперше у грамоті 1611 року окремо від Микуличів, з якими віддавна становило єдину громаду. Цим документом ігумен Кирилівського монастиря у Києві Василь Красовський віддає «селище старожитнє на ім'я Мірошчина» у користування пану Іванові Путяті та його нащадкам.
У 1667 році, за поділом України згідно Андрусівського договору, Микуличі і Мироцьке, що лишились під владою польського короля, переходять у власність уніатських митрополитів Київських, Галицьких та всієї Руси.
Під час служіння митрополита Лева II Кішки Мироцьким керував Ян Стецький.
Після повного поділу Польського Королівства Мироцьке лишалося у власності уніатських митрополитів. А 1805 року, зі смертю Теодосія Ростоцького та наступним примусовим приєднанням до Московського патріархату всієї Греко-Католицької церкви, Мироцьке, Микуличі, Пилиповичі, Бабинці, Пороскотень — було передано до казни Російської Імперії. Звідки згодом подаровано Карлу фон дер Остен Сакен, чиї нащадки збудували Палац Остен-Сакенів.
1861 року, дізнавшись про ліквідацію кріпосного права, Карл Іванович фон дер Остен Сакен зібрав мешканців сіл Мироцьке, Микуличі, Пилиповичі і пообіцяв віддати їм свою землю за 20 тисяч руб. Але замість цього взяв кредит 40 тисяч руб. під заставу землі, після чого виїхав за кордон.
З банку землю викупив пан Оштахов і володів нею близько 15–20 років. Після його смерті керувала господарством його дружина. Через деякий час вона продала землі німцю Варгену, а він — міністру двору графу Воронцову-Дашкову (нащадку намісника царя на Кавказі). За згадками та розповідями старожилів, у 1899—1900 р.р. Воронцовим-Дашковим був збудований винокурний завод.
Згодом у зв'язку із будівництвом залізниці Київ-Ковель, у 1900 р. виникає селище Немішаєве, що швидко розрослося.
1960 р. Мироцька сільрада Бородянського району передана до складу Києво-Святошинського району. Таким чином між Мироцьким та Немішаєвим виникла межа районів.
2019 року село Мироцьке офіційно увійшло до складу Бучанської об'єднаної територіальної громади.

### Російське вторгнення в Україну (з 2022)

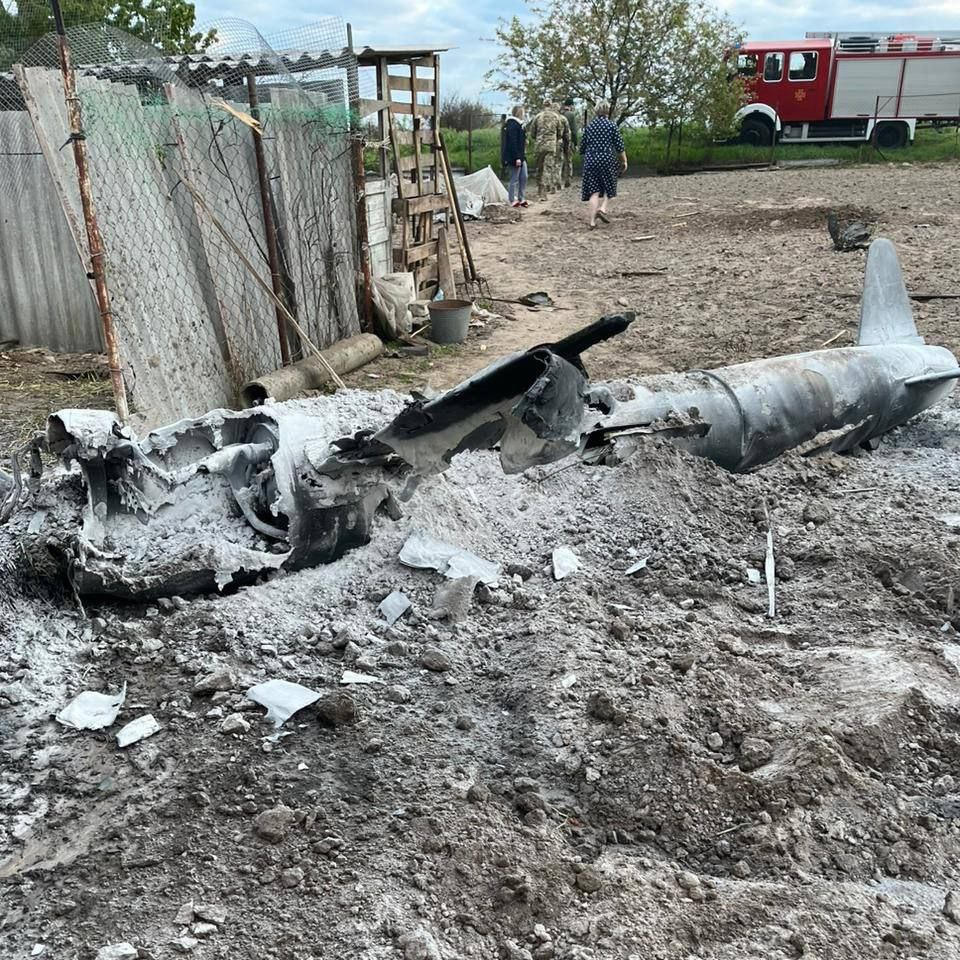
Збита російська ракета Х-55 у Мироцькому

28 лютого село окупували російські війська. Мешканці повідомляли про перебування у селі, в тому числі, кадировців. Окупанти нищили житлові та навчальні будинки, займалися мародерством та проживали у будинках місцевих жителів. У Мироцькому в цей час було відсутнє електро- та водопостачання, газ, стабільний мобільний зв'язок. 1 квітня 2022 року село визволене від російських військ. Загалом, за даними «Слідство.Інфо» на 23 червня 2022 року, за час окупації російські військовослужбовці вбили у Мироцькому 13 осіб. Станом на 22 вересня 2022 року в лісосмузі біля Мироцького знайдено 18 вбитих цивільних, закатованих російськими військовими.
9 травня 2023 року уламками збитої російської ракети були пошкоджені будинки в селі.

## Населення

### Мова
Розподіл населення за рідною мовою за даними перепису 2001 року:
| Мова       | Кількість | Відсоток |
| ---------- | --------- | -------- |
| українська | 1489      | 97.00%   |
| російська  | 44        | 2.86%    |
| білоруська | 1         | 0.07%    |
| вірменська | 1         | 0.07%    |
| Усього     | 1535      | 100%     |

## Транспорт
Діє 2 громадських автобусних маршрути:
- Мироцьке — залізнична станція Немішаєве
- Мироцьке — Блиставиця — залізнична станція Буча

## Постаті
- Марченко Віктор Петрович (1969—2014) — старший сержант Збройних сил України, учасник російсько-української війни.